# NGC 1350
NGC 1350 este o galaxie spirală situată în constelația Cuptorul. A fost descoperită în 24 noiembrie 1826 de către James Dunlop. Se află la o distanță de 19,05 megaparseci de Pământ.